# Rehmannia chingii
Rehmannia chingii är en snyltrotsväxtart som beskrevs av Li. Rehmannia chingii ingår i släktet Rehmannia och familjen snyltrotsväxter. Inga underarter finns listade i Catalogue of Life.